# Сан-Франциско Фортинайнерс

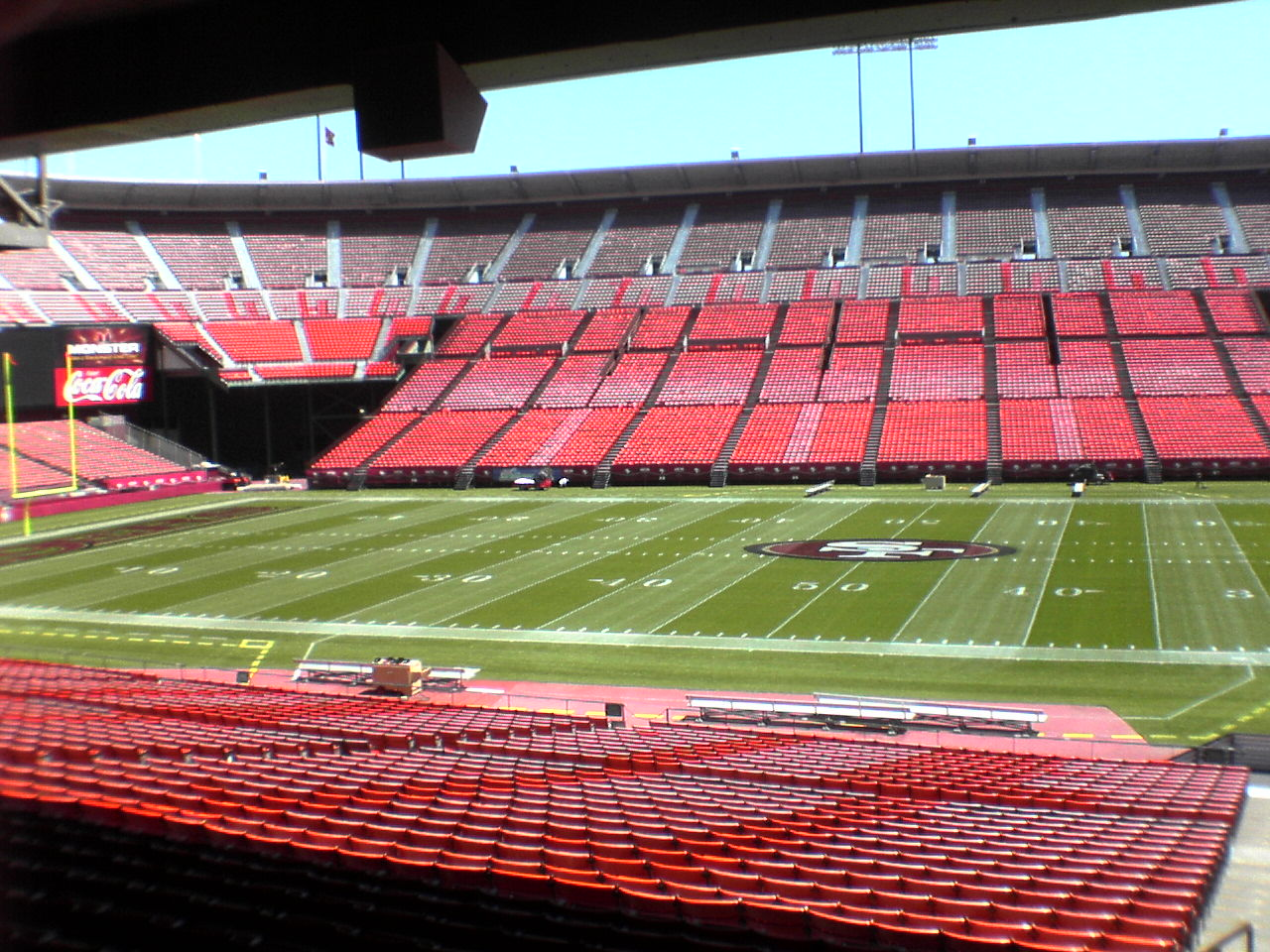
Монстер-парк

«Сан-Франци́ско Фортинайнерс» (англ. San Francisco 49ers) — заснована у 1946 професійна команда з американського футболу розташована в місті Сан-Франциско, Каліфорнія. Команда є членом Західного дивізіону, Національної футбольної конференції, Національної футбольної ліги.
Домашнім полем для «Фортинайнерс» є Леві Стедіум.
«Фортинайнерс» вигравали Супербол (чемпіонат Американського футболу) (англ. AFC-NFC Super Bowl) у 1981, 1984, 1988, 1989 та 1994 роках.